# Notholaena galeottii
Notholaena galeottii är en kantbräkenväxtart som beskrevs av Fée. Notholaena galeottii ingår i släktet Notholaena och familjen Pteridaceae. Inga underarter finns listade.